# Typhon Prapiroon (2006)
Prapiroon (signifiant "dieu de la pluie" en thaï) est le nom d'un typhon - qui s'est transformé en tempête tropicale - qui a frappé le Pacifique Nord en août 2006.
La tempête tropicale a commencé par frapper aux Philippines où elle a tué six personnes, puis elle a survolé la mer de Chine méridionale, se transformant en typhon, et causé des perturbations importantes sur les transports aériens à Hong Kong.
Ses vents de 130 km/h accompagnés de pluies violentes ont ensuite atteint la Chine, où le bilan est estimé à 94 morts et 10 disparus}, la plupart des décès étant dus à des glissements de terrain et des inondations soudaines. Dans ce pays, Prapiroon a touché la province du Guangdong, notamment les villes de Yangjiang et Dianbai, le 3 août 2006, puis la province voisine du Guangxi.
| 1 |  | 2 |  | 3 |  | 4 |  | 5 |  | 6 |  | P |  | 8 |  | S |  | 10 |  | 11 |  | 12 |  | 13 |  | I |  | 14 |  | 15 |  | 16 |  | 17 |  | X |  | 19 |  | 20 |  | 21 |

| D | T | 1 | 2 | 3 | 4 | 5 |